# Брэди, Шон (боец)
Шо́н То́мас Брэ́ди (англ. Sean Thomas Brady; род. 23 ноября 1992 год, Филадельфия, США) — американский боец смешанных единоборств, представитель полусредней весовой категории. Выступает на профессиональном уровне с 2014 года, известен прежде всего по участию в турнирах лучшей бойцовской организации UFC. Бывший чемпион Cage Fury Fighting Championships (CFFC) в полусреднем  весе. Занимает 2 строчку официального рейтинга UFC в полусреднем весе.

## Биография
Шон Брэди родился 23 ноября 1992 года в северо-восточном районе Бархолм города Филадельфия, штат Пенсильвания, США и был одним из четырёх сыновей в семье. В детстве ему с братьями часто приходилось драться с другими детьми на улице, а иногда и между собой. Учась в школе, Шон вместе с младшим братом записался в секцию по единоборствам, чтобы научиться основам бойцовского ремесла. Во время учебы в специальной подготовительной школе на автомеханика Брэди начал заниматься тайским боксом, а затем всерьёз увлёкся бразильским джиу-джитсу.

## Карьера в смешанных единоборствах

### Ранняя карьера
В 19 лет юный Брэди впервые опробовал свои силы на любительском уровне. Он уничтожил своего первого аппонента всего за 9 секунд, отправив того в глухой нокаут. Впоследствии он одержал ещё 3 победы и решил перейти в профессионалы. 

### Начало профессиональной карьеры
Профессиональный дебют Брэди в ММА состоялся в августе 2014 года. За всю свою раннюю бойцовскую карьеру большинство своих боёв он провёл в организации Cage Fury FC (CFFC), которая имеет контракт с более известной Ultimate Fighting Championship (UFC) на общую сетку вещания. В данной организации в мае 2017 года он стал обладателем титула чемпиона в полусреднем весе, победив Таннера Сарацено удушающим приёмом во 1-м раунде. На его счету также две успешные защиты титула. Сначала в октябре 2017 года он победил Майка Джонса удушающим приёмом во 2-м раунде, после чего в феврале 2019 года он победил Таджа Абдул-Хакима нокаутом в 4-м раунде. После этой победы Брэди, получил контракт с UFC. На момент подписания Брэди был непобеждённым бойцом и имел рекорд 10-0.
На начальном этапе своей карьеры он представлял команду "Serra-Longo Fight Team", в настоящее время является членом команды "Renzo Gracie Philly".

### Ultimate Fighting Championship(UFC)
Дебют Брэди в UFC состоялся 18 октября 2019 года на турнире UFC on ESPN: Рейес vs. Вайдман в поединке против ветерана UFC американца Курта Макги. Брэди победил единогласным решением судей (29-28, 30-27, 30-27).
29 февраля 2020 года Брэди провёл свой второй бой в UFC против Исмаила Наурдиева на турнире UFC Fight Night: Бенавидес vs. Фигейреду. Брэди вновь победил единогласным решением судей (29-28, 29-28, 30-27).
29 августа 2020 года Брэди встретился с Кристианом Агилерой на турнире UFC Fight Night: Смит vs. Ракич. Брэди одержал досрочную победу, заставив соперника уснуть после удушающего приёма во 2-м раунде. За эффектную победу он получил свой первый бонус «Выступление вечера».
19 декабря 2020 года на турнире UFC Fight Night: Блейдс vs. Льюис должен был состояться поединок Брэди против первого топового соперника — будущего чемпиона UFC Белала Мухаммада, который на тот момент занимал 13-ю строчку рейтинга полусреднего веса. Однако в октябре Брэди получил травму носа и был вынужден сняться с этого боя.
В итоге свой четвертый бой под эгидой UFC Брэди провёл против австралийца Джейка Мэттьюза на турнире UFC 259, который состоялся 6 марта 2021 года. Брэди одержал победу в 3-м раунде удушающим приемом «ручной треугольник», доведя свой рекорд до значения 14-0. После этой победы он попал в рейтинг лучших бойцов UFC полусреднего весовой категории, где расположился на 14-м месте.
10 июля 2021 года Брэди должен был встретиться с Кевином Ли на турнире UFC 264. Однако Ли травмировался и бой был перенесён на UFC on ESPN: Барбоза vs. Чикадзе, который был запланирован 28 августа 2021 года. Впоследствии этот поединок был окончательно отменён, после того как уже Брэди снялся из-за инфекции стопы.
20 ноября 2021 года на турнире UFC Fight Night: Виейра vs. Тейт Брэди встретился с 6-м номером полусреднего веса Майклом Кьезой. Брэди одержал победу единогласным решением судей, забрав два раунда из трёх (29-28, 29-28, 29-28).
22 октября 2022 года спустя почти год простоя Брэди всё-таки предстояло встретиться с Белалом Мухаммадом, который к тому времени занимал 5-ю строчку в рейтинге полусреднего веса, на турнире UFC 280. Неожиданно для всех, Мухаммад уверенно победил непобеждённого проспекта, отправив его в технический нокаут во 2-м раунде, а Брэди получил своё первое поражение в карьере.
Брэди должен был встретиться с Мишелом Перейрой 25 марта 2023 года на турнире UFC on ESPN: Вера vs. Сэндхэген. Однако в середине февраля Брэди надорвал мышцы паха и был вынужден сняться, бой был отменён.
В дальнейшем Брэди получил новый бой против Джека Деллы Маддалены на турнире UFC 290, который был запланирован на 8 июля 2023 года. Однако за неделю до события Брэди вновь снялся из-за травмы, причина которой не была объявлена.
2 декабря 2023 года Брэди встретился с бывшим претендентом на титул временного чемпиона UFC в среднем весе Келвином Гастелумом на турнире UFC on ESPN: Дариюш vs. Царукян. Брэди победил болевым приёмом в 3-м раунде, за что получил свой второй бонус «Выступление вечера».
Брэди должен был встретиться с бразильцем Висенте Луке на турнире UFC on ESPN 54, однако снялся из-за травмы, и в итоге на замену вышел Хоакин Бакли.
7 сентября 2024 года Брэди встретился с бывшим претендентом на титул чемпиона UFC бразильцем Гилбертом Бёрнсом. Бой продлился всю дистанцию и завершился победой Шона единогласным решением судей.
22 марта 2025 года Брэди заменил Джека Делла Маддалену и встретился с бывшим чемпионом UFC в полусреднем весе Леоном Эдвардсом 22 марта 2025 года на турнире UFC Fight Night 255. Доминируя вплоть до 4 раунда, Шон заставил впервые Эдвардса сдаться в своей карьере. Этот бой принес ему третий бонус «Выступление вечера».

## Титулы и достижения
Ultimate Fighting Championships (UFC)
- «Выступление вечера» (три раза), в боях против Кристиана Агилеры, Келвина Гастелума и Леона Эдвардса

Cage Fury Fighting Championships (CFFC)
- Чемпион CFFC в полусреднем весе (1 раз, бывший)
- 2 успешных защиты титула

## Статистика в профессиональном ММА
| Боёв 19  | Побед 18 | Поражений 1 |
| -------- | -------- | ----------- |
| Нокаутом | 3        | 1           |
| Сдачей   | 6        | 0           |
| Решением | 9        | 0           |

| Результат | Рекорд | Соперник         | Способ                                         | Турнир                                   | Дата             | Раунд | Время | Место                          | Примечание                                                        |
| --------- | ------ | ---------------- | ---------------------------------------------- | ---------------------------------------- | ---------------- | ----- | ----- | ------------------------------ | ----------------------------------------------------------------- |
| Победа    | 18-1   | Леон Эдвардс     | Сдача (гильотина)                              | UFC Fight Night: Эдвардс vs. Брэди       | 22 марта 2025    | 4     | 1:39  | Лондон, Англия                 | «Выступление вечера» (3)                                          |
| Победа    | 17-1   | Гилберт Бернс    | Единогласное решение                           | UFC Fight Night: Бёрнс vs. Брэди         | 7 сентября 2024  | 5     | 5:00  | Лас-Вегас, Невада, США         |                                                                   |
| Победа    | 16–1   | Келвин Гастелум  | Сдача, болевой приём (кимура)                  | UFC on ESPN: Дариюш vs. Царукян          | 2 декабря 2023   | 3     | 1:43  | Остин, Техас, США              | «Выступление вечера» (2)                                          |
| Поражение | 15–1   | Белал Мухаммад   | Технический нокаут (удары)                     | UFC 280: Оливейра vs. Махачев            | 22 октября 2022  | 2     | 4:47  | Абу-Даби, ОАЭ                  |                                                                   |
| Победа    | 15–0   | Майкл Кьеза      | Единогласное решение                           | UFC Fight Night: Виейра vs. Тейт         | 20 ноября 2021   | 3     | 5:00  | Лас-Вегас, Невада, США         |                                                                   |
| Победа    | 14–0   | Джейк Мэттьюз    | Сдача, удушающий приём (ручной треугольник)    | UFC 259: Блахович vs. Адесанья           | 6 марта 2021     | 3     | 3:28  | Лас-Вегас, Невада, США         |                                                                   |
| Победа    | 13–0   | Кристиан Агилера | Техническая сдача, удушающий приём (гильотина) | UFC Fight Night: Смит vs. Ракич          | 29 августа 2020  | 2     | 1:47  | Лас-Вегас, Невада, США         | «Выступление вечера» (1)                                          |
| Победа    | 12–0   | Исмаил Наурдиев  | Единогласное решение                           | UFC Fight Night: Бенавидес vs. Фигейреду | 29 февраля 2020  | 3     | 5:00  | Норфолк, Виргиния, США         |                                                                   |
| Победа    | 11–0   | Курт Макги       | Единогласное решение                           | UFC on ESPN: Рейес vs. Вайдман           | 18 октября 2019  | 3     | 5:00  | Бостон, Массачусетс, США       | Дебют в UFC                                                       |
| Победа    | 10–0   | Тадж Абдул-Хаким | Технический нокаут (удары руками)              | Cage Fury FC 72                          | 16 февраля 2019  | 4     | 3:36  | Атлантик-Сити, Нью-Джерси, США | Защитил (2) титул чемпиона Cage Fury FC в полусреднем весе        |
| Победа    | 9–0    | Гилберт Урбина   | Единогласное решение                           | LFA 49                                   | 14 сентября 2018 | 3     | 5:00  | Атлантик-Сити, Нью-Джерси, США |                                                                   |
| Победа    | 8–0    | Колтон Смит      | Единогласное решение                           | Shogun Fights: Florida                   | 17 марта 2018    | 3     | 5:00  | Холливуд, Флорида, США         |                                                                   |
| Победа    | 7–0    | Майк Джонс       | Сдача, удушающий приём (удушение сзади)        | Cage Fury FC 68                          | 21 октября 2017  | 2     | 1:31  | Атлантик-Сити, Нью-Джерси, США | Защитил (1) титул чемпиона Cage Fury FC в полусреднем весе        |
| Победа    | 6–0    | Таннер Сарацено  | Сдача, удушающий приём (гильотина)             | Cage Fury FC 65                          | 20 мая 2017      | 1     | 3:36  | Филадельфия, Пенсильвания, США | Завоевал вакантный титул чемпиона Cage Fury FC в полусреднем весе |
| Победа    | 5–0    | Чонси Фоксворт   | Нокаут (удар рукой с разворота)                | Cage Fury FC 60                          | 6 августа 2016   | 1     | 0:57  | Атлантик-Сити, Нью-Джерси, США |                                                                   |
| Победа    | 4–0    | Рокки Эдвардс    | Единогласное решение                           | Cage Fury FC 56                          | 27 февраля 2016  | 3     | 5:00  | Филадельфия, Пенсильвания, США |                                                                   |
| Победа    | 3–0    | Аарон Джеффри    | Единогласное решение                           | Cage Fury FC 53                          | 4 декабря 2015   | 3     | 5:00  | Филадельфия, Пенсильвания, США |                                                                   |
| Победа    | 2–0    | Джейк Гомбокз    | Единогласное решение                           | Cage Fury FC 48                          | 9 мая 2015       | 3     | 5:00  | Атлантик-Сити, Нью-Джерси, США | Дебют в полусреднем весе.                                         |
| Победа    | 1–0    | Пол Алмкист      | Технический нокаут (удары руками)              | Cage Fury FC 38                          | 9 августа 2014   | 1     | 0:33  | Атлантик-Сити, Нью-Джерси, США | Дебют в легком весе.                                              |